# Elecciones federales de Canadá de 1867
La elección federal canadiense de 1867, celebrada del 7 de agosto al 20 de septiembre, fue la primera elección en la recién creada nación de Canadá, para la elección de los miembros de la Cámara de los Comunes de Canadá, representando a los distritos electorales en las provincias de Nueva Escocia, Nueva Brunswick, Ontario y Quebec en el primer Parlamento de Canadá. Las provincias de Manitoba (1870) y Columbia Británica (1871) se crearon durante el período del 1.er Parlamento y no formaron parte de las elecciones federales canadienses de 1867.
John A. Macdonald había sido juramentado como primer ministro por el Gobernador General, Lord Monck, cuando se fundó la nueva nación canadiense el 1 de julio de 1867. Como líder del Partido Conservador de Canadá (simultáneamente conocido como Partido Liberal-Conservador hasta 1873), llevó a su partido en esta elección y continuó como primer ministro de Canadá cuando los conservadores ganaron la mayoría de los escaños del parlamento, incluidos la mayoría de los asientos y los votos en las nuevas provincias de Ontario y de Quebec.
El Partido Liberal de Canadá obtuvo el segundo mayor número de escaños en general, incluidos la mayoría de los escaños (y votos) en la provincia de Nuevo Brunswick. Los liberales no tenían un líder del partido en las elecciones. George Brown, que era líder del Partido Liberal de Ontario, fue considerado el "mayor estadista" del partido nacional. Brown se presentó como candidateó simultáneamente para la Asamblea Legislativa de Ontario y la Cámara de los Comunes de Canadá, y bien pudo haber sido primer ministro en el improbable caso de que los liberales prevalecieran sobre los conservadores en las elecciones nacionales. Brown no ganó escaño en ninguno de las dos cámaras y los liberales permanecieron oficialmente sin líder nacional hasta 1873.
El Partido Anti-Confederación, liderado por Joseph Howe, quedó tercero en número de escaños en general, procedentes únicamente de la provincia de Nueva Escocia. Su deseo principal era la reversión de la decisión de unirse a la Confederación, que se había convertido en muy impopular en esa provincia. Las metas de los miembros del Parlamento del Partido Anti-Confederación fueron abiertamente apoyadas por cinco de los diputados liberales de Nuevo Brunswick. Los diputados anti-confederación se reunieron con el caucus liberal. Cuando el gobierno en Gran Bretaña se negó a permitir la separación de Nueva Escocia, la mayoría de los diputados anti-Confederación (11 de 18) se trasladaron a los conservadores.

## Resultados electorales
|         |                       |                             |                      |         |              |              |
| Partido | Partido               | Líder                       | Número de candidatos | Elegido | Voto popular | Voto popular |
| Partido | Partido               | Líder                       | Número de candidatos | Elegido | #            | %            |
|         | Conservadores         | Sir John A. Macdonald       | 81                   | 71      | 63,752       | 23.45%       |
|         | Liberal-Conservadores | Sir John A. Macdonald       | 32                   | 29      | 29,730       | 11.08%       |
|         | Liberales             | George Brown (extraoficial) | 65                   | 62      | 60,818       | 22.67%       |
|         | Anti-Confederación    | Joseph Howe                 | 20                   | 18      | 21,239       | 7.92%        |
|         | Independientes        | Independientes              | 1                    | -       | 1,756        | 0.65%        |
|         | Liberal-Independiente | Liberal-Independiente       | 1                    | -       | 1,048        | 0.39%        |
|         | Desconocido           | Desconocido                 | 141                  | -       | 90,044       | 33.84%       |
| Total   | Total                 | 341                         | 180                  | 268,386 | 100%         |              |

Aclamación
- Ontario: 3 Conservadores, 3 Liberal-Conservadores, 9 Liberales
- Quebec: 14 Conservadores, 5 Liberal-Conservadores, 4 Liberales
- Nuevo Brunswick: 1 Conservador, 3 Liberales
- Nueva Escocia: 4 Anti-Confederados

### Resultados por provincia
| Partido      | Partido               | Partido | Ontario | Quebec | NB    | NS    | Total |
| ------------ | --------------------- | ------- | ------- | ------ | ----- | ----- | ----- |
|              | Conservadores         | Escaños | 33      | 36     | 1     | 1     | 71    |
| Voto popular | Conservadores         | 26.2%   | 28.5%   |        | 13.8% | 23.2% |       |
|              | Liberal-Conservadores | Escaños | 16      | 11     | 2     | -     | 29    |
| Vote         | Liberal-Conservadores | 12.5%   | 12.3%   | 11.1%  | 3.5%  | 11.1% |       |
|              | Liberales             | Escaños | 33      | 17     | 12    |       | 62    |
| Vote         | Liberales             | 23.7%   | 25.2%   | 49.5%  |       | 22.7% |       |
|              | Anti-Confederación    | Escaños |         |        |       | 18    | 18    |
| Voto         | Anti-Confederación    |         |         |        | 58.2% | 7.9%  |       |
|              | Desconocidos          | Escaños | -       | -      | -     | -     | -     |
| Voto         | Desconocidos          | 35.6%   | 34.1%   | 39.3%  | 24.4% | 34.0% |       |
|              | Independiente         | Escaños | -       |        |       |       | -     |
| Voto         | Independiente         | 1.3%    |         |        |       | 0.7%  |       |
|              | Independiente Liberal | Escaños | -       |        |       |       | -     |
| Vote         | Independiente Liberal | 0.7%    |         |        |       | 0.4%  |       |
| Total        | Total                 | Total   | 82      | 64     | 15    | 19    | 180   |

| ↓           |         |     |
| 100         | 62      | 18  |
| Conservador | Liberal | A-C |